# Мармелад
Мармела́д (порт. marmelo — «айва», от латинского слова с тем же значением, в свою очередь заимствование из др.-греч. μέλιμέλον, «медовое яблоко») — кондитерское изделие, приготовленное из фруктовых, ягодных пюре или соков, варёных с сахаром с содержанием влаги по массе не более 22 % (жевательный) — 33 % (фруктово-ягодный и желейный). В качестве загустителя используют такие вещества, как пектин, агар-агар, желатин, модифицированный крахмал. Могут иметь и другие пищевые добавки (красители, ароматизаторы, подсластители и так далее).

## История
Слово происходит от португальского порт. marmelada и первоначально обозначало традиционный пластовой мармелад из айвы. Благодаря устойчивым англо-португальским торговым связям, слово достаточно рано проникло в Англию, где со временем им стали называть цитрусовый джем особого рода. В русском языке значение заимствованного слова «мармелад» было позднее расширено на значительный ассортимент фруктово-ягодных десертов, которые в языках других европейских стран мармеладом не называются.
Основные разновидности мармелада (с точки зрения русской традиции употребления этого термина) следующие:
- Пластовой мармелад — по консистенции напоминает твёрдое желе, выпускается чаще всего в виде брикетов (но иногда и в банках, куда заливается горячим, до полного застывания), режется ножом и используется для намазывания на хлеб. Примеры: айвовый мармелад (Испания, Италия и Португалия), китоноагэ (Румыния и Молдавия), мармелад из гуавы (Латинская Америка), мармелад из батата (Латинская Америка), котиньяк (Франция), российский пластовой яблочный и сливовый мармелад.
- Желейный штучный мармелад — классический «советский» мармелад (хотя существует также и в других странах). Имеет форму отдельных конфет, относительно мягкую консистенцию и, обычно, сахарную обсыпку. Классический пример: лимонные (апельсиновые, цитрусовые) дольки, но имеется и много других разновидностей.
- Жевательный штучный мармелад — классический «европейский» мармелад, имеющий более твёрдую, несколько тягучую консистенцию и широчайшее разнообразие форм и вкусов. Классические примеры: мармеладные мишки (Германия), мармеладные младенцы (Великобритания). Сюда же примыкают такие десерты, как мармеладные бобы и лакричное ассорти.
- Традиционный британский мармелад — цитрусовый джем определённого типа для намазывания на хлеб.

В 1980-е годы в Мексике было освоено производство мармелада из кактуса нопал (давно известного как декоративное растение).
| Год  | Выпуск, тыс. тонн |
| ---- | ----------------- |
| 2010 | 65,4              |
| 2011 | 69,5              |
| 2012 | 70,0              |
| 2013 | 76,0              |
| 2014 | 77,4              |
| 2015 | 68,6              |
| 2016 | 73,4              |

## Галерея

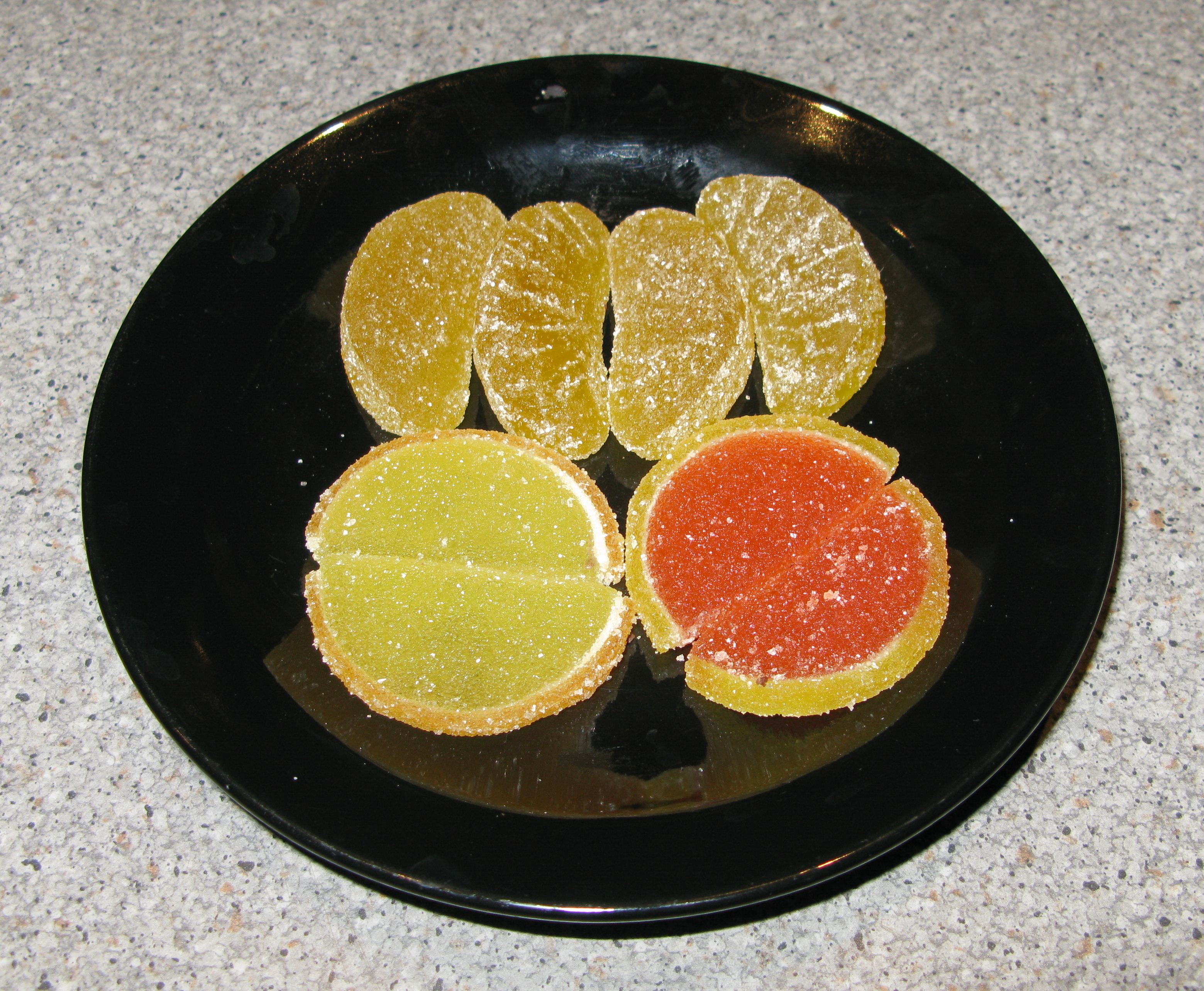
Желейный мармелад в виде лимонных и апельсиновых долек, а также мандариновых долек другого типа.
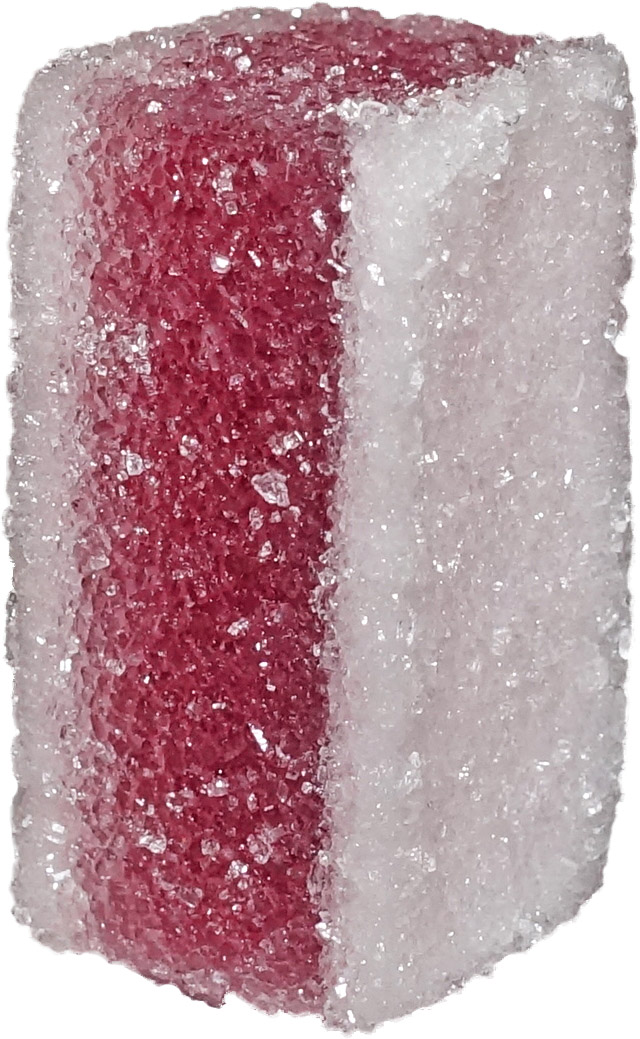
Трёхслойный желейный мармелад в сахарной обсыпке.
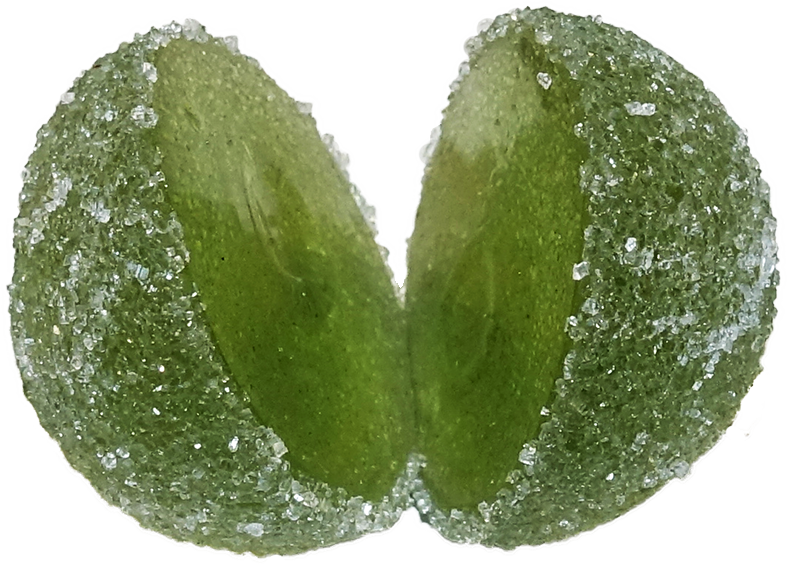
Желейный мармелад в разрезе.
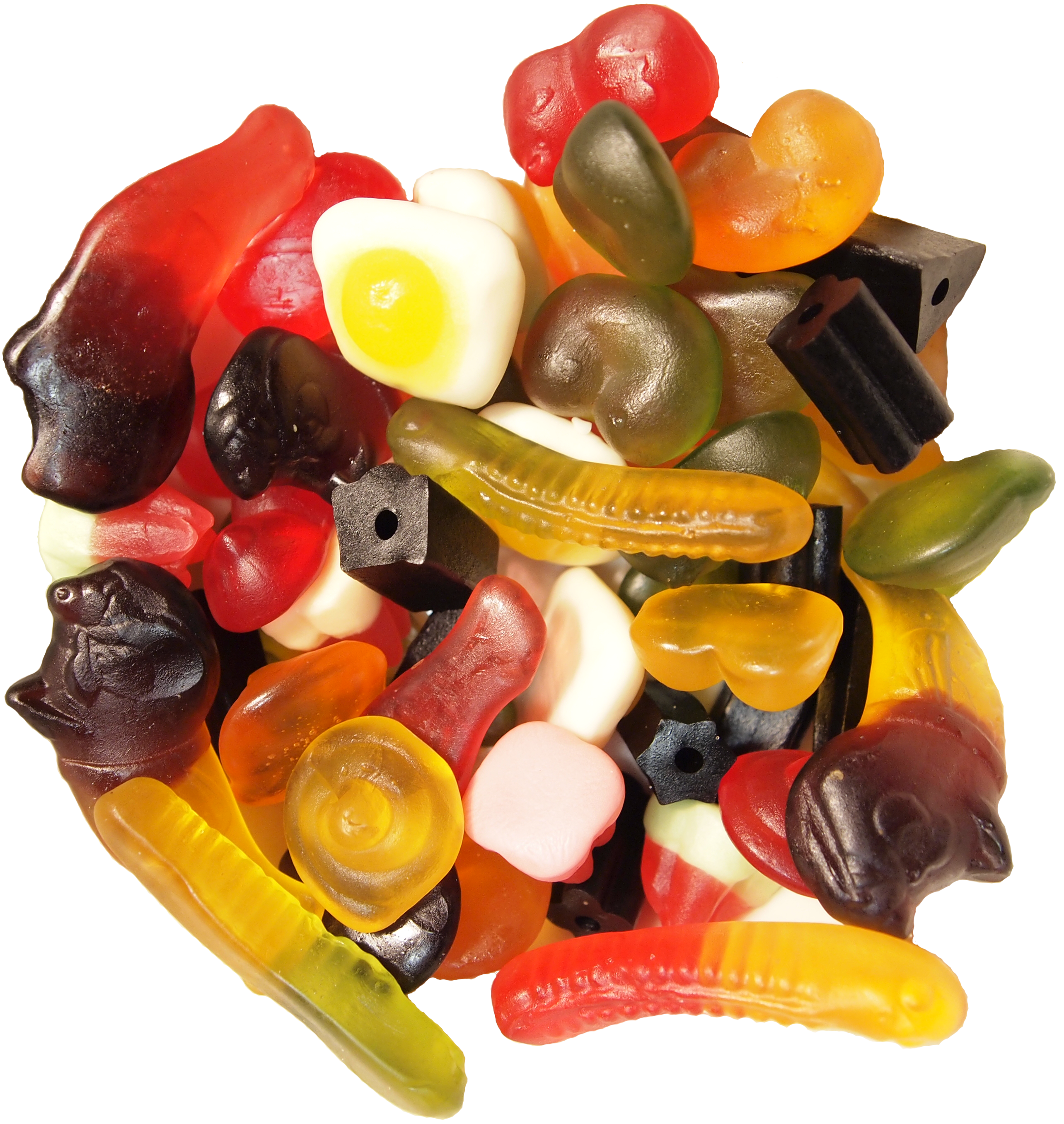
Жевательный мармелад в виде различных фигурок.
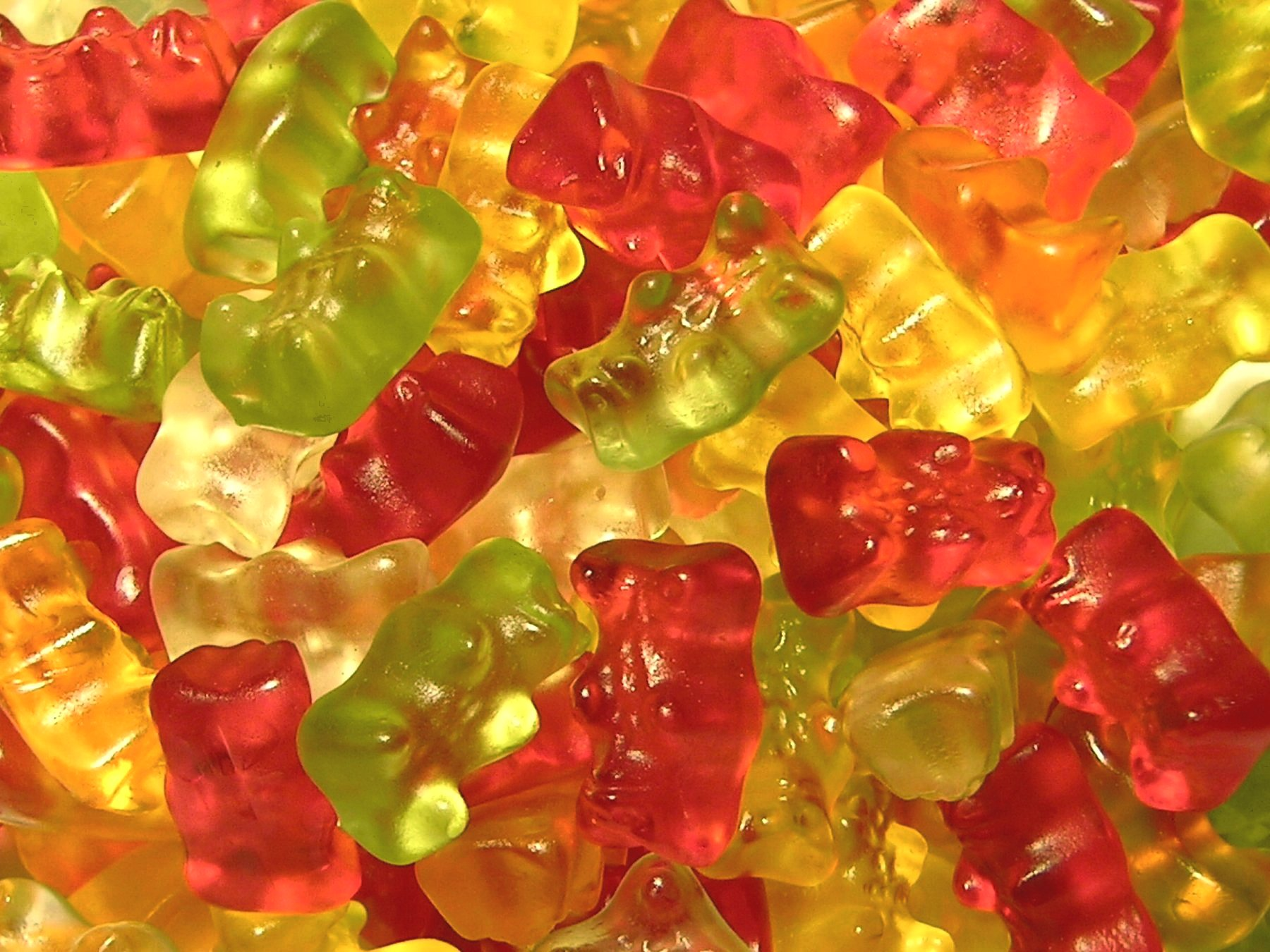
Мармеладные мишки (разновидность жевательного мармелада).
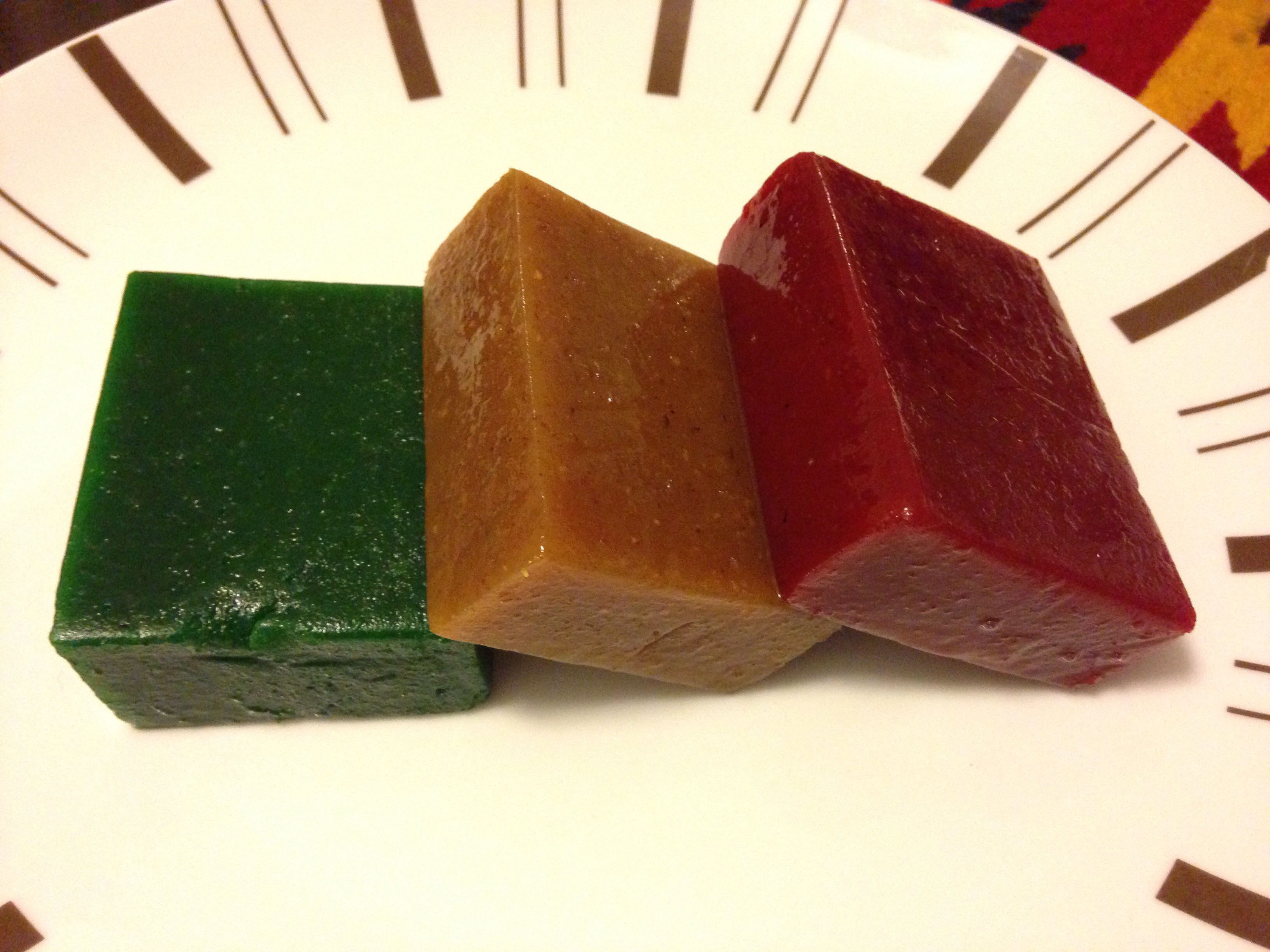
Кусковой (пластовой) фруктовый мармелад.
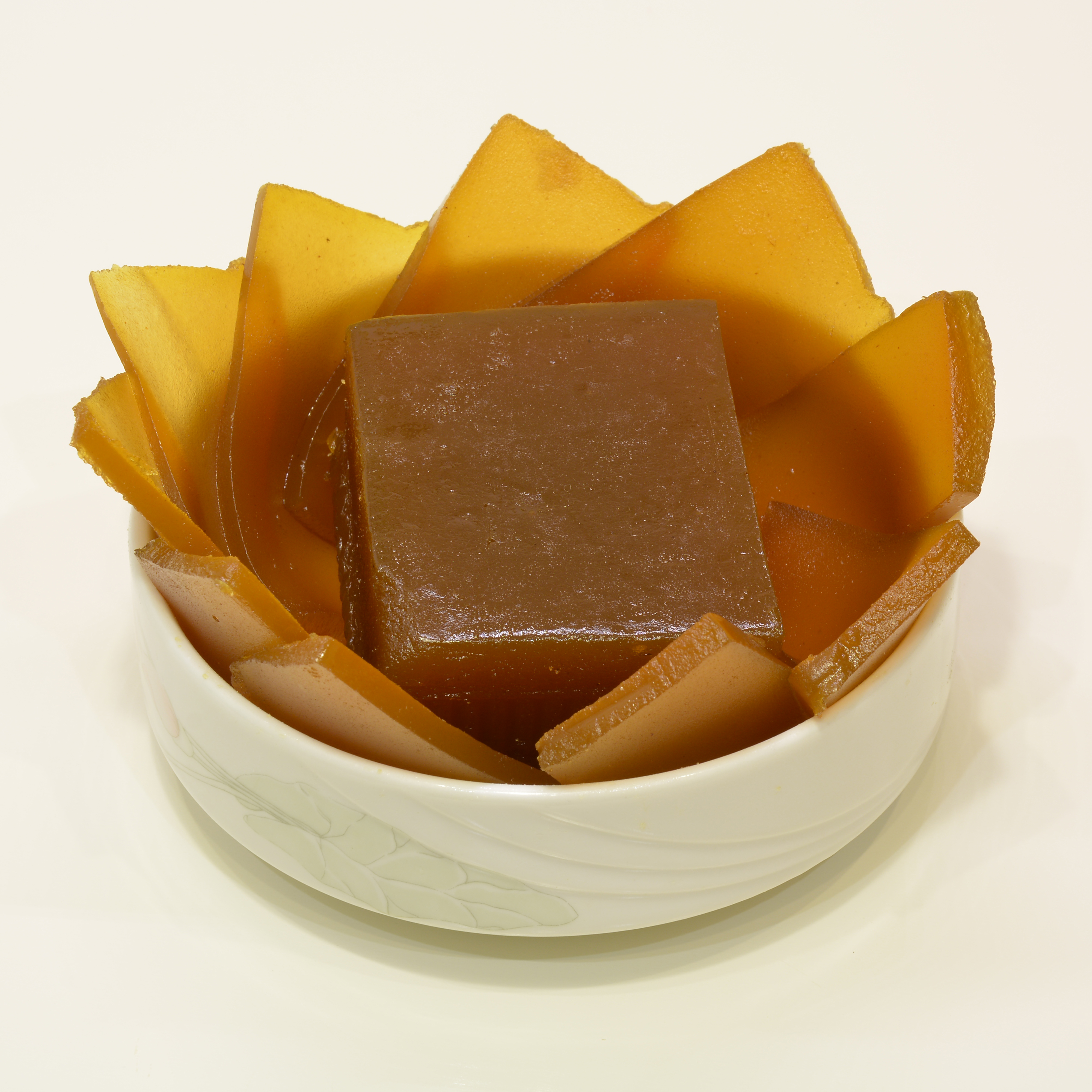
Нарезанный кусочками пластовой яблочный мармелад.
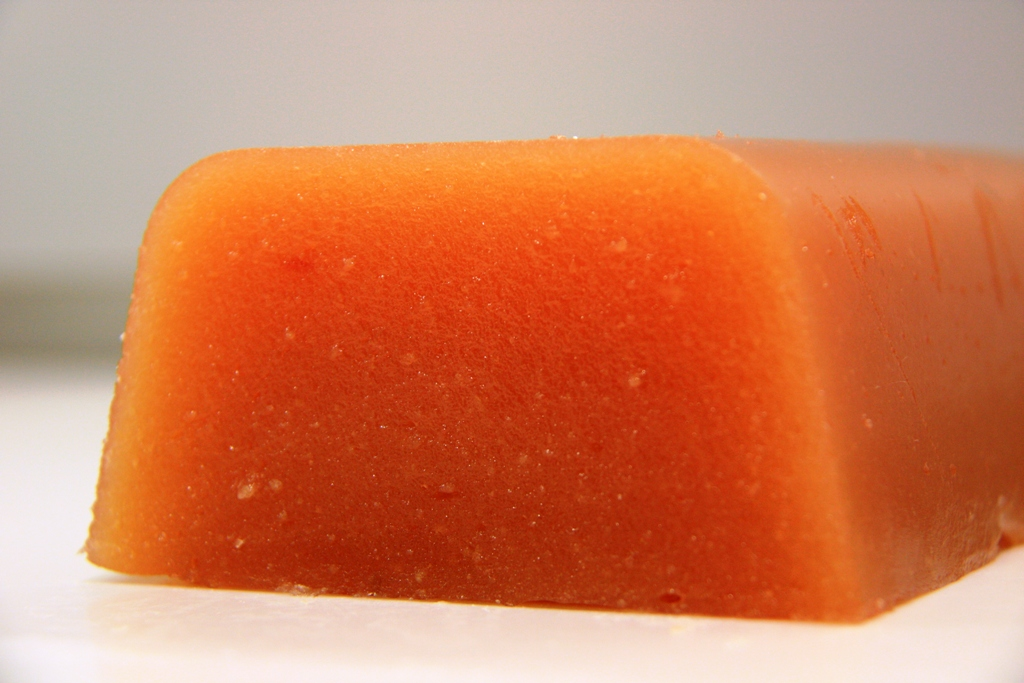
Пластовой айвовый мармелад.
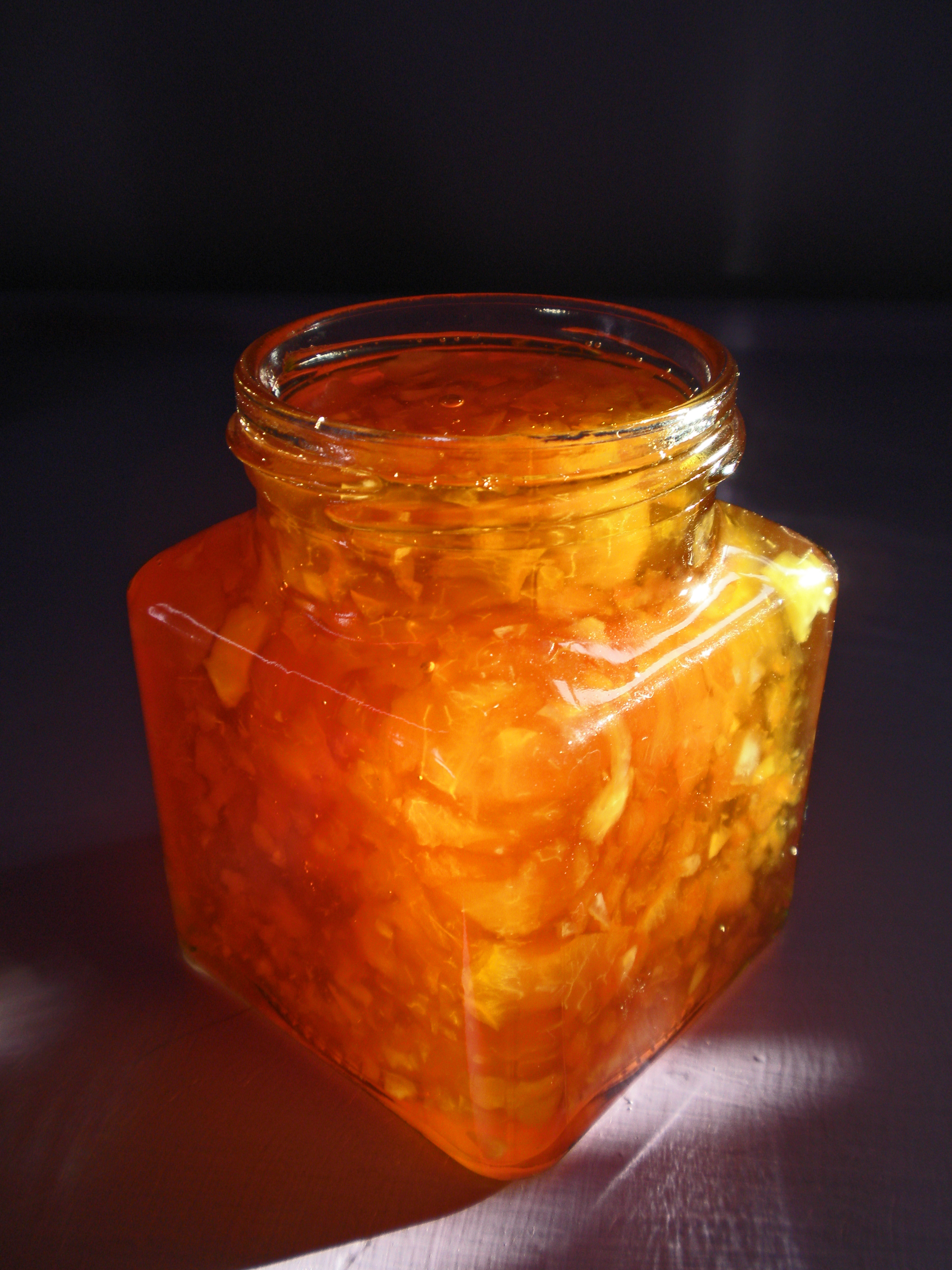
Классический британский мармелад домашнего приготовления.